# جیسون موران
جیسون موران (انگلیسی: Jason Moran؛ زادهٔ ۲۱ ژانویهٔ ۱۹۷۵) یک نوازنده اهل ایالات متحده آمریکا است.

## سال‌های آغازین زندگی
وی پیانوی کلاسیک را از ۶ سالگی آغاز کرد و آن را با بی میلی (به گفتهٔ خودش) تا ۷ سال بعد درحالی‌که از موسیقی، پیانو و تمرین بیزار شده بود، ادامه داد. اما او با شنیدن قطعهٔ نزدیک نیمه شب تلونیوس مانک در روزی که به مراسم یادبود دوست پدرش رفته بود، نگرشش به پیانو کاملاً دگرگون شد. او درحالی‌که خود را مسحور طرز نوازندگی مانک، نیروی ریتمیک و سرزندگی ملودیک او می‌دید، با موسیقی جَز و پیانیست‌های بزرگ این سبک از جمله باد پاول، هوریس سیلور، مک کوی تاینر، هربی هنکاک و بعدها پیانیست‌های متاخرتری چون آرت تیتوم و ارول گارنر آشنا شد.

## زندگی حرفه ای
جیسون موران بعد از ارائهٔ اولین آلبومش موسیقی متن برای حرکت بشر (۱۹۹۸) با اثبات هوش و تخیل خود مورد ستایش متفق‌القول منتقدان قرار گرفته است. او با آلبوم ده (۲۰۱۰) به عنوان پیانیست و هنرمند سال به انتخاب نشریهٔ جزتایمز شناخته شد.
او در طی سال‌های شیفتگیش به جَز، اشتیاقش را به موسیقی پاپ نسل خود و نیز هیپ-هاپ که از بچگی گوش می‌داد، از دست نداده است. او همچین سازندهٔ موسیقی متن چند فیلم از جمله سلما (۲۰۱۴) بوده است.